# Горабережоулі
Горабережоулі (груз. გორაბერეჟოული) — село в Грузії.
За даними перепису населення 2014 року в селі проживає 628 осіб.